# Swinhoe Peak
Der Swinhoe Peak ist ein 845 m hoher Berg in der Allardyce Range auf Südgeorgien. Er ragt zwischen dem Hamberg-Gletscher und dem Hestesletten auf.
Teilnehmer der Schwedischen Antarktisexpedition (1901–1903) unter der Leitung Otto Nordenskjölds kartierten ihn. Der South Georgia Survey nahm zwischen 1951 und 1957 Vermessungen vor. Das UK Antarctic Place-Names Committee benannte ihn 1958 nach Ernest Swinhoe (1869–1921), Manager der South Georgia Exploration Company, der Südgeorgien 1905 auf der Suche nach Mineralien und für die Errichtung einer Schaffarm zu Forschungszwecken erkundet hatte.